# Cobaea trianae
Cobaea trianae là một loài thực vật có hoa trong họ Polemoniaceae. Loài này được Hemsl. mô tả khoa học đầu tiên năm 1880.